# Bathyuroidea
Bathyuroidea es una superfamilia de trilobites del Ordovícico. El cefalón posee suturas opistoparias, y normalmente presenta espinas genales. Poseían entre 8 y 12 segmentos en el tórax. El orden engloba a siete familias: Bathyuridae, Dimeropygidae, Holotrachelidae, Hystricuridae, Raymondinidae, Telephinidae y Toernquistiidae.